# Fazla
Fazla, Muhamed Fazlagić, född 1967 var frontsångaren i Fazla and the Fazla band. Tillsammans deltog de för Bosnien och Hercegovina i Eurovision Song Contest 1993 med sången Sva bol svijeta (Hela världens smärta). Detta var första gången som landet deltog i tävlingen och man gjorde det efter att ha tävlat i en östeuropeisk kvaltävling i Ljubljana i vilken man tillsammans med Kroatien och Slovenien vann platser i Eurovision Song Contest. I finalen slutade Fazla på 16:e plats med 27 poäng.